# NORCECA Champions Cup femminile 2019
La NORCECA Champions Cup 2019 si è svolta dal 22 al 24 agosto 2019 a Colorado Springs, negli Stati Uniti d'America: al torneo hanno partecipato quattro squadre nazionali nordamericane e la vittoria finale è andata per la prima volta agli Stati Uniti.

## Impianti
|                                                             |  |  |
| OPTC Città: Colorado Springs Capienza: - Anno d'apertura: - |  |  |

## Regolamento

### Formula
Le squadre hanno disputato un'unica fase con formula del girone all'italiana.

### Criteri di classifica
Se il risultato finale è stato di 3-0 sono stati assegnati 5 punti alla squadra vincente e 0 a quella sconfitta, se il risultato finale è stato di 3-1 sono stati assegnati 4 punti alla squadra vincente e 1 a quella sconfitta, se il risultato finale è stato di 3-2 sono stati assegnati 3 punti alla squadra vincente e 2 a quella sconfitta.
L'ordine del posizionamento in classifica è stato definito in base a:
- Numero di partite vinte;
- Punti;
- Rapporto dei set vinti/persi;
- Rapporto dei punti realizzati/subiti;
- Risultati degli scontri diretti.

## Squadre partecipanti
| Squadra         | Qualificazione      | Ultima partecipazione |
| --------------- | ------------------- | --------------------- |
| Canada          | Ranking NORCECA     | Cuba 2015             |
| Porto Rico      | Ranking NORCECA     | Cuba 2015             |
| Rep. Dominicana | Ranking NORCECA     | Cuba 2015             |
| Stati Uniti     | Paese organizzatore | Debutto               |

## Torneo

### Risultati
| 22 agosto 2019 OPTC, Colorado Springs Durata: 2h:19 - Spettatori: 250   | Rep. Dominicana | 3 - 2 | Porto Rico      | 17-25, 25-20, 25-21, 25-27, 15-13 |
| 22 agosto 2019 OPTC, Colorado Springs Durata: 1h:53 - Spettatori: 503   | Stati Uniti     | 3 - 1 | Canada          | 18-25, 25-14, 25-23, 25-20        |
| 23 agosto 2019 OPTC, Colorado Springs Durata: 1h:59 - Spettatori: 315   | Canada          | 1 - 3 | Rep. Dominicana | 26-24, 23-25, 13-25, 20-25        |
| 23 agosto 2019 OPTC, Colorado Springs Durata: 1h:19 - Spettatori: 512   | Stati Uniti     | 3 - 0 | Porto Rico      | 25-19, 25-16, 25-22               |
| 24 agosto 2019 OPTC, Colorado Springs Durata: 1h:54 - Spettatori: 225   | Porto Rico      | 1 - 3 | Canada          | 25-22, 17-25, 17-25, 21-25        |
| 24 agosto 2019 OPTC, Colorado Springs Durata: 1h:59 - Spettatori: 1 900 | Stati Uniti     | 3 - 1 | Rep. Dominicana | 25-19, 25-17, 25-27, 25-22        |

### Classifica
| Pos | Squadra         | Pt | G | V | P | SV | SP | Ratio | PF  | PS  | Ratio |
| --- | --------------- | -- | - | - | - | -- | -- | ----- | --- | --- | ----- |
| 1   | Stati Uniti     | 13 | 3 | 3 | 0 | 9  | 2  | 4,500 | 268 | 224 | 1,196 |
| 2   | Rep. Dominicana | 8  | 3 | 2 | 1 | 7  | 6  | 1,166 | 291 | 288 | 1,010 |
| 3   | Canada          | 6  | 3 | 1 | 2 | 5  | 7  | 0,714 | 261 | 272 | 0,959 |
| 4   | Porto Rico      | 3  | 3 | 0 | 3 | 3  | 9  | 0,333 | 243 | 279 | 0,870 |

## Classifica finale
| Pos     | Squadra         | Rosa |
| ------- | --------------- | --- |
| Oro     | Stati Uniti     | Formazione: 3 Alhassan, 7 Evans, 8 Tapp, 13 Wilhite, 14 Seliger-Swenson, 15 Jones, 20 Benson, 21 Lee, 22 Rolfzen, 24 Rosenthal, 25 Okaro, CT: Haneef                                                             |
| Argento | Rep. Dominicana | Formazione: 2 Y. Rodríguez, 4 Peralta, 6 Domínguez, 7 Marte, 8 Arias, 9 Ge. González, 10 N. Martínez, 11 M. Rodríguez, 16 Peña, 17 Mambrú, 21 J. Martínez, 22 Moreno, 23 Ga. González, 25 L. Martínez, CT: Kwiek |
| Bronzo  | Canada          | Formazione: 1 Bujan, 3 Van Ryk, 6 White, 8 Ogoms, 9 Kovac, 12 Cross, 13 O'Reilly, 15 Chase, 16 Joseph, 17 Moncks, 19 Howe, 20 Perrin, 22 Cyr, 23 Maglio, CT: Winzer                                              |
| 4.      | Porto Rico      | Formazione: 4 Santos, 7 Enright, 8 Rojas, 9 Cruz, 12 Ortiz, 14 Valentín, 16 Collazo, 17 Prieto, 19 Jusino, 21 Victoriá, 22 Viñas, CT: Mieles                                                                     |

|  | Qualificata al torneo di qualificazione nordamericano ai Giochi della XXXI Olimpiade. |

## Premi individuali
| Premio                 | Nome             | Squadra         |
| ---------------------- | ---------------- | --------------- |
| MVP                    | Sarah Wilhite    | Stati Uniti     |
| Miglior realizzatrice  | Kiera Van Ryk    | Canada          |
| Miglior servizio       | Rhamat Alhassan  | Stati Uniti     |
| Miglior difesa         | Adriana Viñas    | Porto Rico      |
| Miglior ricevitrice    | Áurea Cruz       | Porto Rico      |
| Miglior palleggiatrice | Natalia Valentín | Porto Rico      |
| Miglior opposto        | Gaila González   | Rep. Dominicana |
| Miglior schiacciatrice | Simone Lee       | Stati Uniti     |
| Miglior schiacciatrice | Erasma Moreno    | Rep. Dominicana |
| Miglior centrale       | Jennifer Cross   | Canada          |
| Miglior centrale       | Rhamat Alhassan  | Stati Uniti     |
| Miglior libero         | Adriana Viñas    | Porto Rico      |